# Čerčany (stacja kolejowa)
Čerčany – stacja kolejowa w miejscowości Čerčany, w kraju środkowoczeskim, w Czechach. Znajduje się na linii 221 Praga – Benešov u Prahy, na wysokości 280 m n.p.m.. Jest ważnym węzłem kolejowym.

## Linie kolejowe
- 210: Praga – Čerčany
- 212: Čerčany – Světlá nad Sázavou
- 221: Praga – Benešov u Prahy